# Rzeki w Demokratycznej Republice Konga

Rozmieszczenie ważniejszych rzek i jezior w Demokratycznej Republice Konga

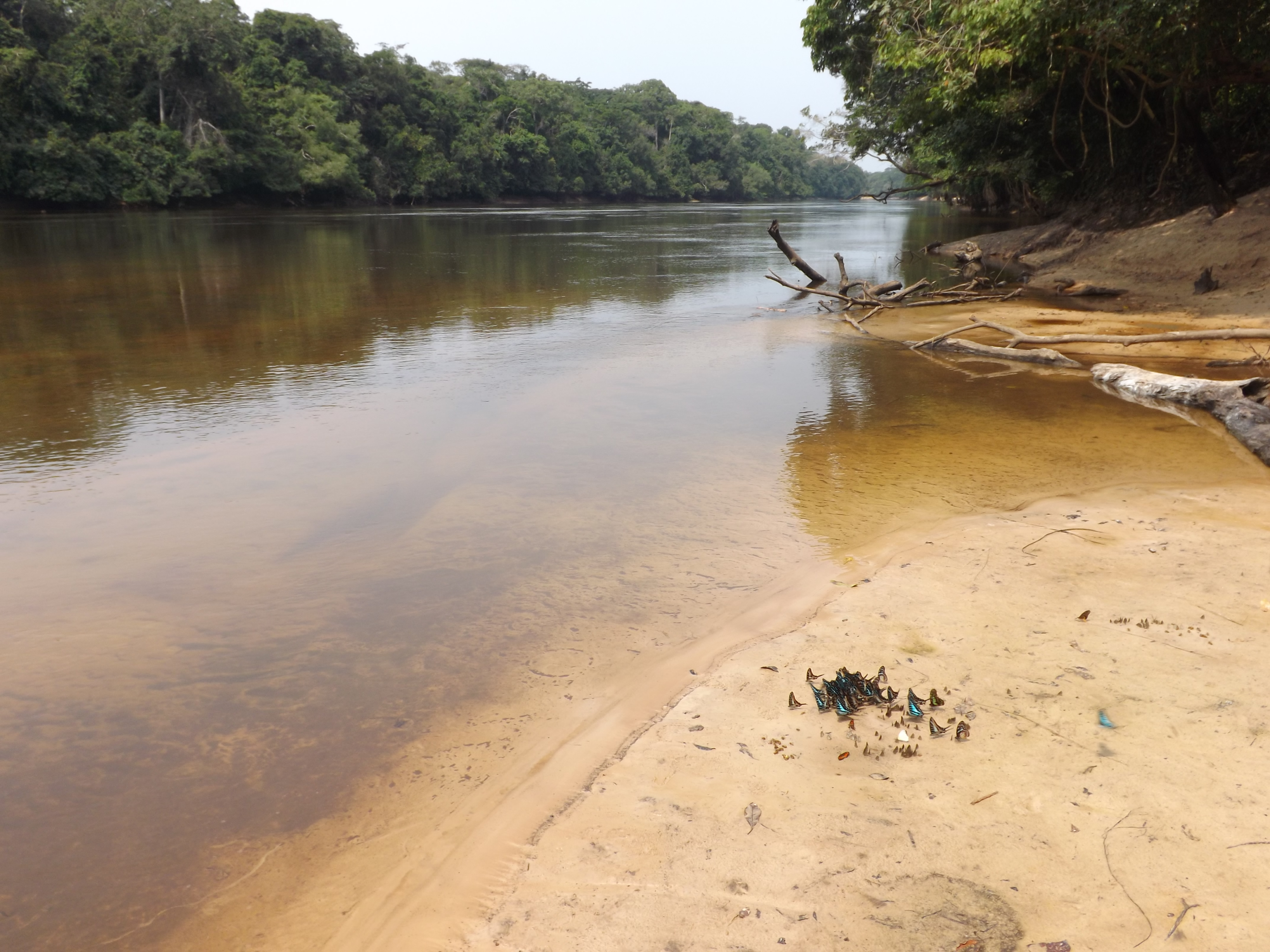
Lomami

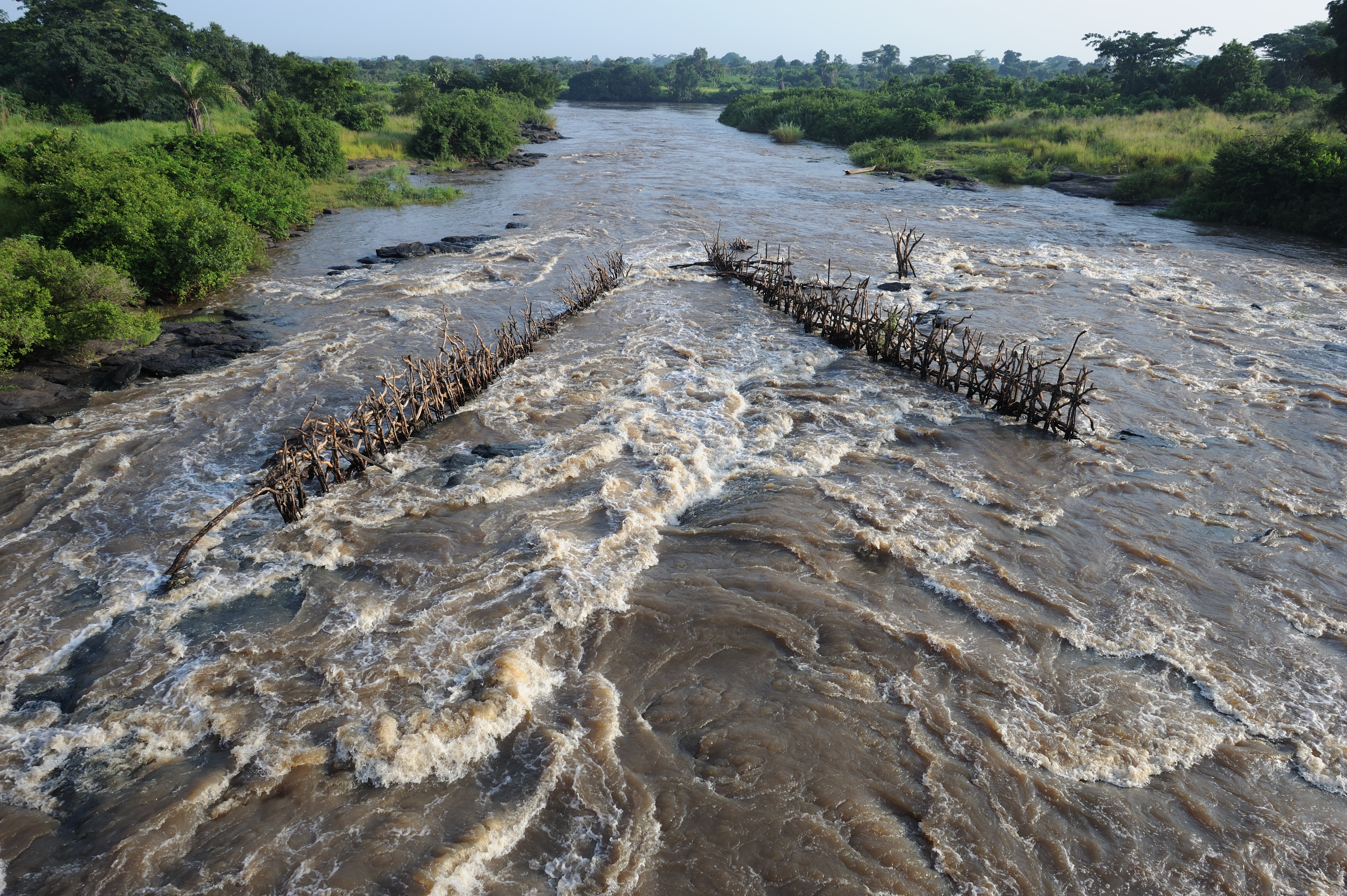
Uele

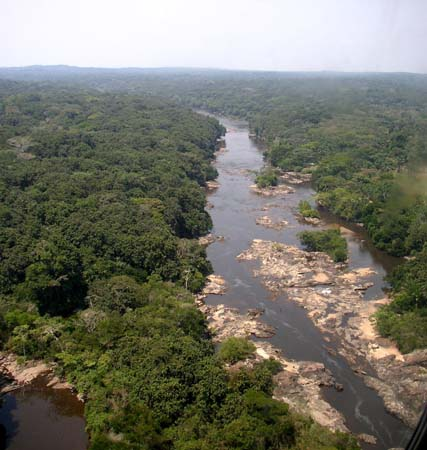
Rzeka Epulu w Lesie Równikowym Ituri

Rzeki w Demokratycznej Republice Konga w zdecydowanej większości uchodzą do Oceanu Atlantyckiego i należą do zlewni rzeki Kongo.

## Charakterystyka
Zlewnia rzeki Kongo zawiera około 50% afrykańskich zasobów wodnych. Rzeki dorzecza Konga odznaczają się dużą i prawie stałą zawartością wody. Wykorzystując naturalny profil Niecki Konga, spływają wachlarzowato w kierunku centralnej części niecki. Tam wpadają do rzeki Kongo, by jedynym ciekiem wodnym ujść do Oceanu Atlantyckiego.
Rzeka Kongo w dużej części leży w strefie deszczów zenitalnych, jest najgłębszą i drugą pod względem powierzchni dorzecza na świecie. Brak regulacji sprawia, że często występuje ze swoich brzegów.  W korycie rzeki często występują liczne wodospady, co utrudnia wykorzystanie rzeki przez żeglugę.

## Historia
W 1482 roku ujście rzeki Kongo odkrył portugalski podróżnik Diogo Cão.

## Najdłuższe rzeki
- Aruwimi (dopływ Kongo)
- Kafue (dopływ Zambezi)
- Kasai (dopływ Kongo)
- Kongo – Lualaba
- Kuango (dopływ Kasai)
- Kwilu (dopływ Kuango)
- Lomami (dopływ Kongo)
- Luapula (dopływ Lualaby)
- Lukenie (dopływ Fimi)
- Lulua (dopływ Kasai)
- Mbomou (dopływ Ubangi)
- Sankuru (dopływ Kasai)
- Tshuapa (dopływ Kongo)
- Ubangi (dopływ Kongo)
- Uele (dopływ Ubangi)